# Campeonato Europeu de Atletismo em Pista Coberta de 2011 - Revezamento 4x400 m feminino
A prova dos 4 x 400 feminino do Campeonato Europeu de Atletismo em Pista Coberta de 2011 foi disputada no dia 6 de março de 2011 na AccorHotels Arena em Paris, França.

## Recordes
Antes desta competição, os recordes mundiais e do campeonato nesta prova eram os seguintes:
|                       | Nacionalidade | Tempo     | Local      | Data                  |
| --------------------- | ------------- | --------- | ---------- | --------------------- |
| Recorde mundial       | Rússia        | 3m 23s 37 | Glasgow    | 28 de janeiro de 2006 |
| Recorde do campeonato | Bielorrússia  | 3m 27s 83 | Birmingham | 4 de março de 2007    |
| Recorde europeu       | Rússia        | 3m 23s 37 | Glasgow    | 28 de janeiro de 2006 |

## Medalhistas
| Ouro                                                                            | Prata                                                                         | Bronze                                                                      |
| Rússia · Kseniya Zadorina · Kseniya Vdovina · Yelena Migunova · Olesya Forsheva | Reino Unido · Kelly Sotherton · Lee McConnell · Marilyn Okoro · Jenny Meadows | França · Muriel Hurtis-Houairi · Laetitia Denis · Marie Gayot · Floria Guei |

## Resultado
A prova foi realizada às 17:15 no dia 6 de março de 2011.
| Posição.          | Raia | Nacionalidade | Atleta                                                            | Reação | Tempo   | Notas               |
| ----------------- | ---- | ------------- | ----------------------------------------------------------------- | ------ | ------- | ------------------- |
| Medalha de ouro   | 5    | Rússia        | Kseniya Zadorina Kseniya Vdovina Yelena Migunova Olesya Forsheva  | 0.244  | 3:29.34 | Melhor marca do ano |
| Medalha de prata  | 4    | Reino Unido   | Kelly Sotherton Lee McConnell Marilyn Okoro Jenny Meadows         | 0.189  | 3:31.36 |                     |
| Medalha de bronze | 3    | França        | Muriel Hurtis-Houairi Laetitia Denis Marie Gayot Floria Guei      | 0.197  | 3:32.16 | Recorde nacional    |
| 4                 | 2    | Itália        | Giulia Arcioni Maria Enrica Spacca Chiara Bazzoni Marta Milani    | 0.170  | 3:33.70 | Recorde nacional    |
| 5                 | 6    | Alemanha      | Claudia Hoffmann Larissa Kettenis Wiebke Ullmann Janin Lindenberg | 0.208  | 3:33.80 |                     |
| 6                 | 1    | Ucrânia       | Hanna Titimets Nataliya Lupu Darya Prystupa Antonina Yefremova    | 0.253  | 3:34.08 |                     |

Legenda
| Recorde mundial       | Recorde mundial (World record)               |                       | Recorde africano                      | Recorde africano (African) |                                           | Q | Classificado por posição (Qualified) |
| Recorde do campeonato | Recorde do campeonato (Championship record)  | Recorde da América    | Recorde da América (Americas)         | q                          | Classificado por melhor tempo (Qualified) |   |                                      |
| Melhor marca do ano   | Melhor marca do ano (World leading)          | Recorde asiático      | Recorde asiático (Asian)              | DNS                        | Não largou (Did not start)                |   |                                      |
| Recorde nacional      | Recorde nacional (National record)           | Recorde europeu       | Recorde europeu (European)            | DNF                        | Não terminou (Did not finish)             |   |                                      |
| Recorde pessoal       | Recorde pessoal do atleta (Personal best)    | Recorde da Oceania    | Recorde da Oceania (Oceania)          | DSQ / DQ                   | Desclassificado (Disqualified)            |   |                                      |
| Recorde da temporada  | Recorde da temporada do atleta (Season best) | Recorde sul-americano | Recorde sul-americano (South America) | NM                         | Sem marca (No mark)                       |   |                                      |